# النوم في حقل الكرز
النوم في حقل الكرز رواية للروائي العراقي أزهر جرجيس. صدرت الرواية لأوّل مرة في العام 2019 عن دار الرافدين في بغداد. ودخلت في القائمة الطويلة للجائزة العالمية للرواية العربية لعام 2020، المعروفة باسم «جائزة بوكر العربية».